# قلب کشسان
«قلب کشسان» (انگلیسی: Elastic Heart) ترانه‌ای است از سیا فارلر با همراهی د ویکند که در سال ۲۰۱۳ به عنوان موسیقی متن فیلم عطش مبارزه: اشتعال منتشر شد. سیا در سال ۲۰۱۴ نسخهٔ‌ای از این ترانه را در آلبوم ۱۰۰۰ شکل ترس منتشر کرد.